# 帕普尼亞
帕普尼亞（Papunya）是一個距澳大利亞北領地的愛麗斯泉约240公里的小型原住民社區，總人口約有299人，包括了平圖比人和卢里恰人（Luritja）。帕潘亞是一個受限制的原住民领地，旅遊或途径该地均需要经过特殊申请。
在2006年的普查中，帕普尼亞是澳洲信義宗信徒比例最高的地方。

## 歷史
当地的平圖比人和卢里恰人从1930年代起被迫结束传统的生活方式，并被迁移到哈斯茨布拉夫和赫曼斯堡等处（政府在这些地方设有配给点）。原住民经常与外来的白人牧民发生冲突，因为这些外来牧民经常把當地的水資源用光，威胁到当地人长期以来的狩猎采集。
在1950年代，澳大利亚政府为当地建造了水井和简单住宅。在1970年代，当地人口超过了1000，并且深受恶劣居住环境、健康问题和部族间冲突等问题困扰。這些棘手的問題讓一些人，特別是平圖比人，迁移到社区西面、靠近其部族传统领域的地区。1980年代早期，这一系列的迁出导致距帕普尼亞250公里外的金托爾（Kintore）定居点建立（政府在这一过程中几乎没有提供任何帮助）。
在1970年代之后，当地的绘画和雕刻艺术开始收到国内外的关注，現在則在世界的藝術市場佔有一席之地。

## 外部連結
- Papunya Painting: Out of the Desert （页面存档备份，存于） An online exhibition of Papunya artworks held by the National Museum of Australia. The website includes the works, biographies of the artists, installation images and a bibliography.